# برنج ارزنی
برنج ارزنی، سوروف، راخ پاتی (نام علمی: Echinochloa) نام یک سرده از تیره گندمیان است.